# Премія Калінги ЮНЕСКО
Премія Калінги ЮНЕСКО — вища нагорода, яку присуджує ЮНЕСКО (Організація Об'єднаних Націй з питань освіти, науки і культури) за досягнення в галузі популяризації науки («переклад» спеціальних знань на мову широких кіл читачів, іншими словами — перетворення сухих наукових даних у зрозумілу більшості інформацію).
Премія Калінги була заснована 1951 року. Ініціював доброчинний акт індійський політик Б. Патнаїк (1916—1997) — соратник М. Ганді та Дж. Неру у боротьбі за незалежність Індії, власник Фонду Калінги з штату Одіша.
Калінґа — давня держава, що існувала на території Індії, райське королівство, населення якого жило заможно й щасливо. Сьогодні це штат Одіша (до 2011 року — Орісса), розташований на березі Бенгальської затоки — престижний курорт Індії.
Б. Патнаїк був переконаний, що кожна людина повинна мати хоча б загальне уявлення про науку та її катарсисну роль у житті людини, держави, людства.
Згідно зі статутом відзнаки, лауреат нагороди зобов'язаний бути створювачем способів поширення наукових знань (бути письменником, редактором, лектором тощо) і глибоко усвідомлювати роль науки у суспільстві.

## Опис
Одержувачі премії повинні мати успішну кар'єру письменника, редактора, викладача, продюсера, творця радіо- і телевізійних програм або ведучого, володіти талантом представлення наукових ідей для широкої громадськості.
Одержувач повинен прагнути підкреслити міжнародне значення науки і техніки та внесок, який вони вносять у поліпшення суспільного добробуту, збагачення культурної спадщини, і розв'язання проблем, що стоять перед людством.
Лауреата відбирає Генеральний директор ЮНЕСКО за рекомендацією чотирьох членів журі, призначених ним. Три члени журі з різних країн світу визначаються на основі справедливого географічного розподілу, а четвертий — за рекомендацією Фонду Калінгі.
Кожна національна комісія у справах ЮНЕСКО пропонує кандидата за рекомендацією національних асоціацій розвитку науки або інших наукових асоціацій, або національних асоціацій наукових письменників і журналістів.
Вперше премія була присуджена 1952 року і становила на той час 1000 фунтів стерлінгів. 2000 року Секретаріат ЮНЕСКО запропонував правлінню Фонду Калінги розглянути питання про збільшення розміру цієї премії. Правління Фонду Калінги повідомило ЮНЕСКО в листі від 16 жовтня 2000 року про своє рішення збільшити з 2002 року вдвічі суму премії до 2 000 фунтів стерлінгів.
Починаючи з 2009 року правила присудження і розмір премії були змінені. Наразі премію присуджують щодва роки, кожен непарний рік. Премію Калінгі присуджують у рамках святкування Всесвітнього дня науки в Нью-Делі, Індія. За умовами премії, лауреат отримує 20 000 доларів США, сертифікат і срібну медаль ЮНЕСКО імені Альберта Ейнштейна. Також одержувачу вручається сертифікат і грошова премія в розмірі 5 000 доларів США, встановлена Урядом Індії (Департамент науки і технологій).